# ココス島 (太平洋)
ココス島(ココスとう、Cocos Island)はグアム島の南西に位置する、サンゴ礁に囲まれた小島である。シーウォーカーや水上オートバイなど様々なマリンスポーツを楽しむことが出来ることで知られる。